# Petrus Schaepman
Petrus Antonius Schaepman (Zwolle, 20 mei 1893 – Haarlem, 9 juni 1960) was een Nederlands burgemeester. Hij was lid van de Roomsch-Katholieke Staatspartij (RKSP).

## Loopbaan
Schaepman was van 1920 tot 1925 burgemeester van Angerlo en van 1925 tot 1942 burgemeester van het Twentse Borne. Schaepman speelde een grote rol bij het maken van het wapen van Angerlo. In Borne kreeg hij te maken met de Twentse textielstaking 1931-1932. Op 14 december 1931 brak een staking uit bij de fabriek van Jacob Spanjaard in Borne. Nadat geen gehoor werd gegeven aan een door de burgemeester uitgevaardigd samenscholingsverbod, moesten politie en rijksveldwachters de arbeiders hardhandig uiteen drijven.
Tussen 1940 en 1942 was Schaepman uitgeschakeld door een ernstige ziekte, waardoor hij in 1941 een half jaar in het ziekenhuis verbleef. Per 1 oktober 1942 werd hij op eigen verzoek eervol ontslagen. Zijn functie werd vanaf 1940 waargenomen door G.E. Klein Nagelvoort en vanaf februari 1942 door gemeentesecretaris A. Dik. In oktober 1943 werd Schaepman opgevolgd door de partijloze Jan van den Toren. Schaepman verhuisde na de Tweede Wereldoorlog naar Haarlem, waar hij in juni 1960 op 67-jarige leeftijd overleed.

## Privé
Schaepman was lid van de familie Schaepman en een zoon van de Zwolse geneesheer dr. Theodorus Antonius Schaepman (1834-1908) en diens derde vrouw Johanna Martina Catharina Meyer (1865-1906). Hij trouwde in 1919 met Hillegonda Augusta (Hilly) Josephy (1899-1979), met wie hij vijf kinderen kreeg, onder wie burgemeester Joan Schaepman (1920-1992).

## Nagedachtenis
- In Borne is de Schaepmanstraat naar Petrus Schaepman vernoemd.